# Поток (Поповача)
Поток (хорв. Potok) — населений пункт у Хорватії, у Сисацько-Мославинській жупанії у складі громади Поповача.

## Населення
Населення за даними перепису 2011 року становило 756 осіб.
Динаміка чисельності населення поселення:

## Клімат
Середня річна температура становить 11,31 °C, середня максимальна – 26,06 °C, а середня мінімальна – -5,66 °C. Середня річна кількість опадів – 884 мм.
| Клімат поселення                              | Клімат поселення | Клімат поселення | Клімат поселення | Клімат поселення | Клімат поселення | Клімат поселення | Клімат поселення | Клімат поселення | Клімат поселення | Клімат поселення | Клімат поселення | Клімат поселення | Клімат поселення |
| Показник                                      | Січ.             | Лют.             | Бер.             | Квіт.            | Трав.            | Черв.            | Лип.             | Серп.            | Вер.             | Жовт.            | Лист.            | Груд.            |                  |
| Середній максимум, °C                         | 6,61             | 8,67             | 13,06            | 17,52            | 22,85            | 26,06            | 25,25            | 24,44            | 20,36            | 15,26            | 9,66             | 5,58             |                  |
| Середня температура, °C                       | 0,48             | 2,54             | 6,91             | 11,38            | 16,72            | 19,94            | 21,44            | 20,65            | 16,57            | 11,47            | 5,84             | 1,78             |                  |
| Середній мінімум, °C                          | −5,66            | −3,58            | 0,78             | 5,24             | 10,59            | 13,80            | 17,62            | 16,83            | 12,76            | 7,66             | 2,03             | −2,03            |                  |
| Норма опадів, мм                              | 53               | 51               | 59               | 71               | 80               | 92               | 80               | 83               | 79               | 81               | 87               | 68               |                  |
| Середньомісячна швидкість вітру, м/с          | 1.90             | 2.10             | 2.50             | 2.33             | 2.18             | 2.00             | 1.90             | 1.80             | 1.80             | 1.82             | 1.90             | 1.90             |                  |
| Середньомісячна сонячна радіація, кДж/м²·день | 4241             | 6994             | 10750            | 15213            | 19394            | 21481            | 22489            | 19635            | 14526            | 8921             | 4706             | 3428             |                  |
| --------------------------------------------- | ---------------- | ---------------- | ---------------- | ---------------- | ---------------- | ---------------- | ---------------- | ---------------- | ---------------- | ---------------- | ---------------- | ---------------- | ---------------- |
| Джерело:                                      |                  |                  |                  |                  |                  |                  |                  |                  |                  |                  |                  |                  |                  |